# Samsø
Samsø è un'isola della Danimarca situata nel Kattegat. 
Da un punto di vista amministrativo, l'isola, insieme ad alcune isolette minori che la circondano, costituisce un comune situato nella regione dello Jutland Centrale. Centro abitato principale e capoluogo del comune è Tranebjerg. 

## Energia rinnovabile
Nel 1997 l'isola è stata selezionata dal Ministero dell'Energia danese per diventare un'isola completamente alimentata da energia rinnovabile.
Nella località di Ballen è stata fondata la Energy Academy, un'organizzazione non governativa dedicata allo studio dello sviluppo sostenbile. Nel 2007 l'isola è diventata autosufficiente da un punto di vista energetico.

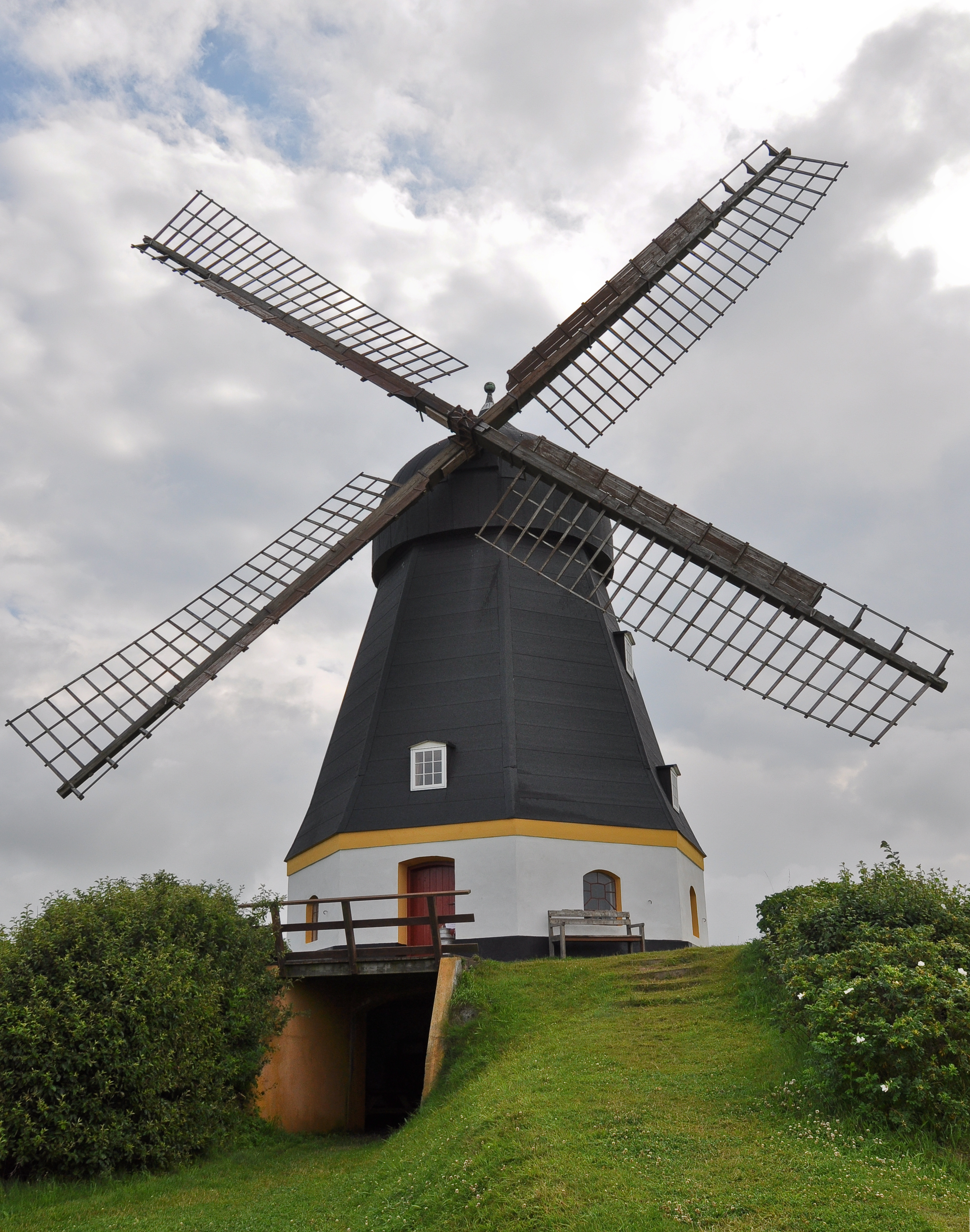
Kolby Mølle (Samsø, Danmark)